# 화진포의 성
화진포의 성(일명 : 김일성 별장)은 강원특별자치도 고성군 거진읍에 위치한 관광지이다. 예전에 이 지역이 조선민주주의인민공화국의 치하로 들어갔기 때문에 한때 김일성 일가가 1950년 한국 전쟁 직전까지 휴양지로 머물렀던 곳이라 하여 '김일성 별장' 으로도 불린다.

## 역사
1938년 독일인 베버의 설계 및 시공하에 완공되었으며 1945년 8월 15일 독립 후 38도선이 생기고 당시 고성군 전체 지역이 조선민주주의인민공화국 치하에 들어가면서 1948년부터 1950년까지 김일성 일가가 휴가를 이용해 이 곳에서 휴양을 즐겼던 설이 있으며 당시 김정일도 이 곳에 머물렀던 것으로 알려졌다. 1950년 한국 전쟁이 발발하고 고성군 남부 지역이 대한민국의 관할로 편입되면서 1964년 육군본부에서 철거하여 재건축 후 군인휴양지로 이용되어 왔다가 1995년 보수하여 지하 1층, 지상 3층의 건물로 지어졌다.

## 시설
내부에는 조선민주주의인민공화국의 만행 등을 알리는 안보교육에 관한 내용과 화진포 지명유래 등이 있으며 그 외에도 조선민주주의인민공화국 관련자료를 전시하고 있다.
3층 옥상에는 전망대가 설치되어 있으며 주변에는 화진포콘도와 화진포해수욕장이 위치해 있다.
이웃시설로 이승만별장과 이기붕별장이 있다.